# Predhlajeni reaktivni motor
Predhlajeni reaktivni motor (ang. precooled jet engine) je koncept visokohitrostnega reaktivnega motorja. Motor bi uporabljal kriogenično gorivo (npr. vodik), ki bi v izmenjevalniku toplote ohlajalo zrak pred vstopom v kompresor motorja. S tem se poveča sposobnosti in izkoristek pri visokih hitrostih.
Predhlajeni reaktivni motorji zaenkrat še niso poleteli, je pa možno, da se bodo uporabljal v prihodnosti za visokohitrostna letala ali pa prve stopnje vesoljskih raket. Te vrste motorji bi za oksidator uporabljal okoliški zrak in s tem precej zmanjšali maso rakete ali pa povečali tovor.